# Hypotrigona ruspolii
Hypotrigona ruspolii är en biart som först beskrevs av Paolo Magretti 1898.
Hypotrigona ruspolii ingår i släktet Hypotrigona och familjen långtungebin. Inga underarter finns listade i Catalogue of Life.

## Utseende
Ett mycket litet bi med en kroppslängd på 2 till 3 mm och en i huvudsak svart kropp med gula mundelar. Även ben och bakkropp kan vara gula, benen ofta med röda fotspetsar.

## Ekologi
Släktet Hypotrigona tillhör de gaddlösa bina, ett tribus (Meliponini) av sociala bin som saknar fungerande gadd. De har dock kraftiga käkar, och kan bitas ordentligt. Arten har påträffats på fikusar i mullbärsväxternas familj. Likt andra arter i samma släkte bygger detta bi sina bokolonier i trädstockar.

## Ekonomisk betydelse
Som många gaddlösa bin i Afrika är arten en viktig honungsleverantör, man skördar främst honung från vildlevande samhällen. Försök görs även med uppfödning av denna och närstående arter som tambin. Släktet är också viktiga pollinatörer, både för jordbruket och ekosystemet i stort.

## Utbredning
Utbredningsområdet omfattar stora delar av tropiska och även subtropiska  Afrika, från Senegal och Sudan i norr, till Sydafrika i söder.